# Aygeshat, Armavir
Aygeshat là một đô thị thuộc tỉnh Armavir, Armenia. Dân số ước tính năm 2011 là 2010 người. Đô thị này thuộc vùng đô thị Yerevan.